# Roberto Lippi
Roberto Lippi, född 17 oktober 1926 i Rom, död 31 oktober 2011 i Anzio, var en italiensk racerförare. 
Lippi var anmäld till tre Italiens Grand Prix mellan 1961 och 1963 men lyckades bara kvalificera sig det första året.

## F1-karriär
| Säsong | Stall/Tillverkare                       | Poäng | Placering |
| ------ | --------------------------------------- | ----- | --------- |
| 1961   | Scuderia Settecolli (De Tomaso-OSCA)    | 0     | -         |
| 1962   | Scuderia Settecolli (De Tomaso-OSCA)    | 0     | -         |
| 1963   | Scuderia Settecolli (De Tomaso-Ferrari) | 0     | -         |